# Selmar Bühling
Selmar Bühling (* 21. Juli 1895 in Haferungen, Landkreis Grafschaft Hohenstein, preußische Provinz Sachsen; † 31. Mai 1977 in Berlin (West)) war ein deutscher Jurist und Politiker, Gründer und von 1960 bis 1977 Vorsitzender der Vereinigung „Heimattreue Erfurter“.

## Leben
Selmar Bühling wurde 1895 in Haferungen in der Grafschaft Hohnstein im preußischen Regierungsbezirk Erfurt der Provinz Sachsen geboren. Er begann 1914 ein Studium in Straßburg und wurde Mitglied der Straßburger Turnerschaft Alsatia. Im Ersten Weltkrieg war er Leutnant und Kompagnieführer, ausgezeichnet mit dem Eisernen Kreuz zweiter und erster Klasse. Er wurde mehrmals verwundet, geriet in britische Gefangenschaft und verlor den linken Arm. Nach dem Krieg nahm Bühling in Göttingen das Jura-Studium wieder auf, wurde Mitglied der Turnerschaft Mündenia und wurde promoviert. Nach dem Assessoren-Examen arbeitete er als Justitiar bei einer Erfurter Bank und ließ sich dann 1924 als Rechtsanwalt in Erfurt nieder. Bühling heiratete Margarete Gercken, aus der Ehe gingen zwei Kinder hervor. 1929 wurde er Notar und später in den Vorstand der Rechtsanwaltskammer des OLG-Bezirks Naumburg gewählt. Bühling verteidigte während des Zweiten Weltkriegs auch politisch Angeklagte.
Bühling konnte 1945 die US-amerikanische Besatzungsmacht zur Wiederzulassung von Rechtsanwälten in Erfurt veranlassen. Erfolgreich vertrat er die Augustiner-Gemeinde und das Augustinerkloster in Erfurt gegen ungerechtfertigte Ansprüche der Stadt und des Landes Thüringen. Bühling unterstützte die Augustiner-Gemeinde auch beim Wiederaufbau der stark bombengeschädigten Augustinerkirche. Sein Einsatz für Verfolgte in der SBZ führte dazu, dass ihn der NKWD verhörte und er nach einer Woche Versteck bei Pfarrer Siegfried Hotzel im Augustinerpfarrhaus Erfurt Ende 1949 mit Hilfe von Freunden in den Westen fliehen musste.
In West-Berlin wurde Bühling Richter, 1954 Landgerichtsdirektor und Vorsitzender einer Zivilkammer. Er hat auch im Untersuchungsausschuss Freiheitlicher Juristen mitgearbeitet. Bühling prozessierte erfolgreich gegen eine drohende Enteignung der „Erfurter Hütte“ in den Alpen durch die SMAD. Bühling publizierte viele Artikel für die Notare und bearbeitete seit 1957 in sieben Auflagen das „Formularbuch der Freiwilligen Gerichtsbarkeit“. Selmar Bühling verstarb 1977 in Berlin an einem Herzinfarkt und wurde an der Seite seiner Gattin auf dem Friedhof Berlin-Wilmersdorf beigesetzt. „Heimattreue Erfurter“ streuten Erde aus Erfurt in sein Grab.
Es gelang nach der politischen „Wende“ Anfang der 1990er Jahre nicht, eine Straßen-Benennung nach Bühling in Erfurt zu erreichen.

## Politische Tätigkeit
- 1953 gründete Bühling den Landesverband Berlin der Bundes-Landsmannschaft Thüringen, und
- 1954 den Berliner Landesverband der Mitteldeutschen Landsmannschaften (Vorsitzender bis zu seinem Tode 1977).
- Mit einem Aufruf gründete Bühling 1960 die Vereinigung „Heimattreue Erfurter“, deren Erster Vorsitzender er bis 1977 war. Aufgrund dieses Aufrufs waren bereits bis Mitte der 1970er Jahre die Namen von über 27.000 Erfurtern im Westen gesammelt[2]. Vorwiegend in Mainz führte die Vereinigung gutbesuchte zweijährliche Heimattreffen der „Exil-Erfurter“ durch. Unter verantwortlicher Redaktion von Bühling gab die Vereinigung „Heimattreue Erfurter“ den ab 1961 zweimal jährlich erscheinenden Erfurter Heimatbrief heraus.

## Auszeichnungen
- Eisernes Kreuz zweiter und erster Klasse im Ersten Weltkrieg
- Verdienstkreuz am Bande des Verdienstordens der Bundesrepublik Deutschland 1968
- Ehrenmitglied der Bundeslandsmannschaft Thüringen e.V. und Träger ihrer Verdienstmedaille und Goldenen Ehrennadel

## Einschätzung der Persönlichkeit
Bühling glaubte fest an die Wiedervereinigung Deutschlands und arbeitete konsequent dafür.
„Was ich am meisten an ihm schätzte, waren sein lauterer Charakter, sein großes Wissen, seine Wahrhaftigkeit und seine unbedingte Treue.“ (Carl Haußknecht 1977)